# Portage (program)
Portage – system zarządzania instalacją oprogramowania w systemie operacyjnym Gentoo Linux, napisany w języku Python. Bazuje na idei portów BSD. Poza instalacją oprogramowania potrafi również tworzyć pakiety binarne w formatach GRP, oraz RPM. Instalacja oprogramowania może przebiegać również przy użyciu pierwszego z tych formatów. Korzysta z tzw. ebuildów przechowujących informacje, dzięki którym program może automatycznie pobrać, skompilować oraz zainstalować aplikacje. Portage nie przechowuje postaci binarnej aplikacji.
Każdy program znajdujący się w Portage składa się obowiązkowo z:
- pliku ebuild opisującego wymagania (zależności) względem innych pakietów czy bibliotek, proces kompilacji i instalacji oraz lokalizacje programu w internecie,
- pliku ChangeLog z opisem zmian wprowadzanych w kolejnych buildach,
- automatycznie generowanego Manifest (z sumami kontrolnymi MD5, RMD160, SHA),
- metadata.xml.

Ponadto może zawierać łaty i dodatkowe zasoby (jak np. ikony). Sposób kompilacji może być konfigurowany przez użytkownika poprzez flagi USE, które włączają/wyłączają określone funkcjonalności, określają znaczniki dla kompilatora służące do optymalizacji pod wybraną architekturę, uaktywniają dodatkowe czynności poinstalacyjne, włączają/wyłączają obsługę określonych języków itp. Umożliwia to dokładniejsze dopasowanie danej aplikacji do potrzeb użytkownika.
Obecnie w oficjalnym drzewie Portage znajduje się około 14643 aplikacji dla różnych architektur, przy czym każdy program może istnieć w jednym z trzech stanów:
- stabilny, gotowy do instalacji,
- niestabilny (zamaskowany przez słowo kluczowe ~architektura, np. ~x86),
- zamaskowany poprzez plik package.mask, czyli przeznaczony tylko do testowania.

Dla Portage istnieją również GUI oparte na GTK+ takie jak Porthole oraz Portato. Dostępne jest również GUI napisane w języku Haskell – Himerge (ang. Haskell Interface for eMerge).